# Marotte (carnaval)
Pour les articles homonymes, voir Marotte.

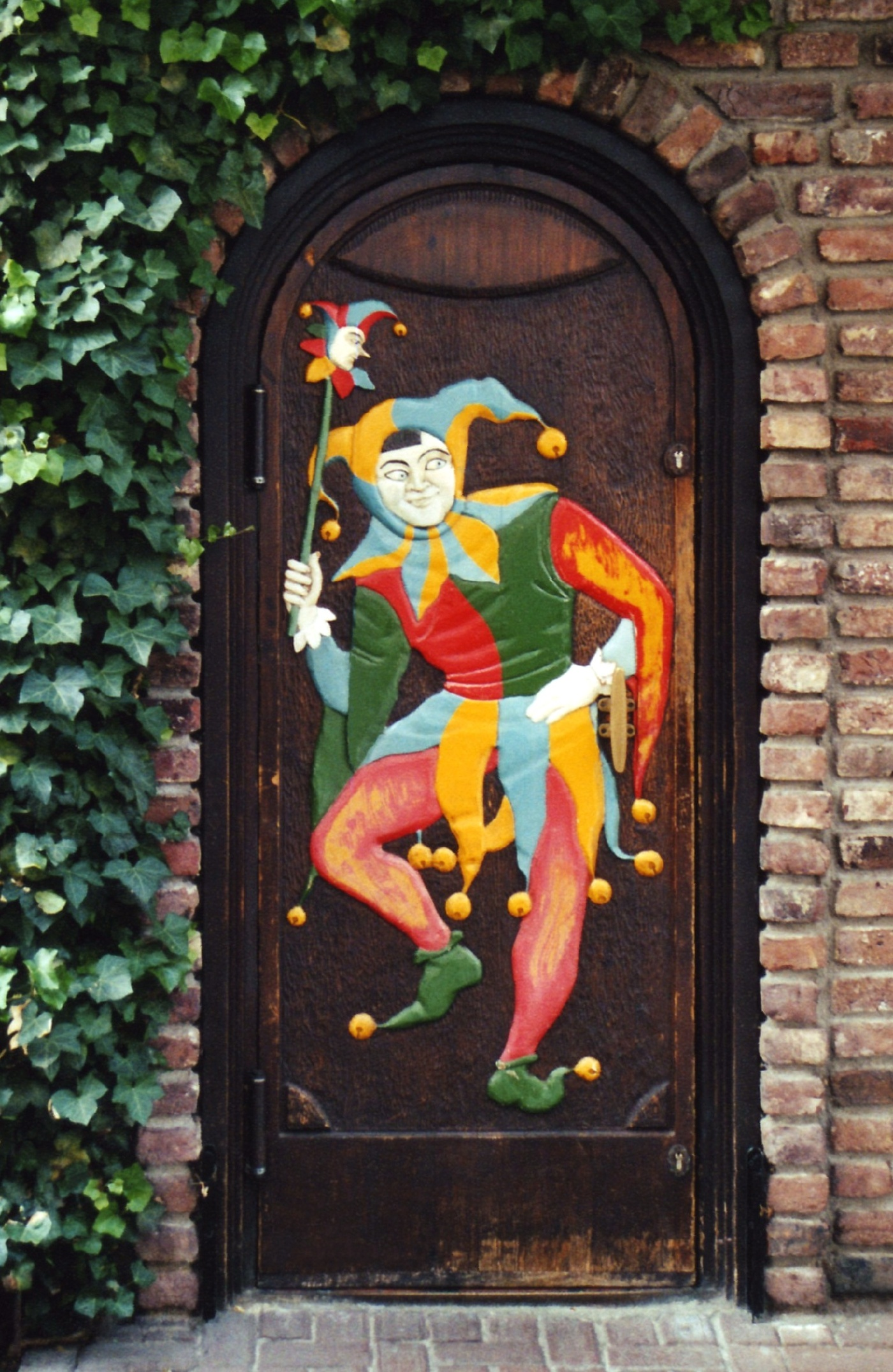
Bouffon avec sa marotte, son costume traditionnel bicolore (rouge et vert) garni de grelots, son bonnet surmonté d'oreilles d'âne, sa grande collerette dentelée et ses chaussures pointues.

Une marotte est un bâton faisant office de sceptre, et donc d'une longueur similaire. Il est surmonté par une tête grotesque coiffée d'un chapeau muni de grelots.

## Histoire
À l'origine la marotte est un attribut des bouffons de cour et symbolise la folie. Par la suite elle est devenue un accessoire de déguisements de Carnaval.

## Quelques marottes

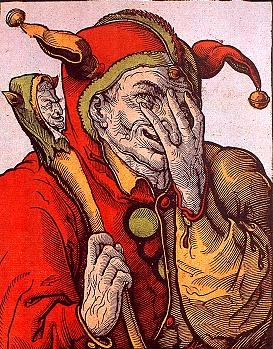
Fou avec sa marotte, vers 1540.
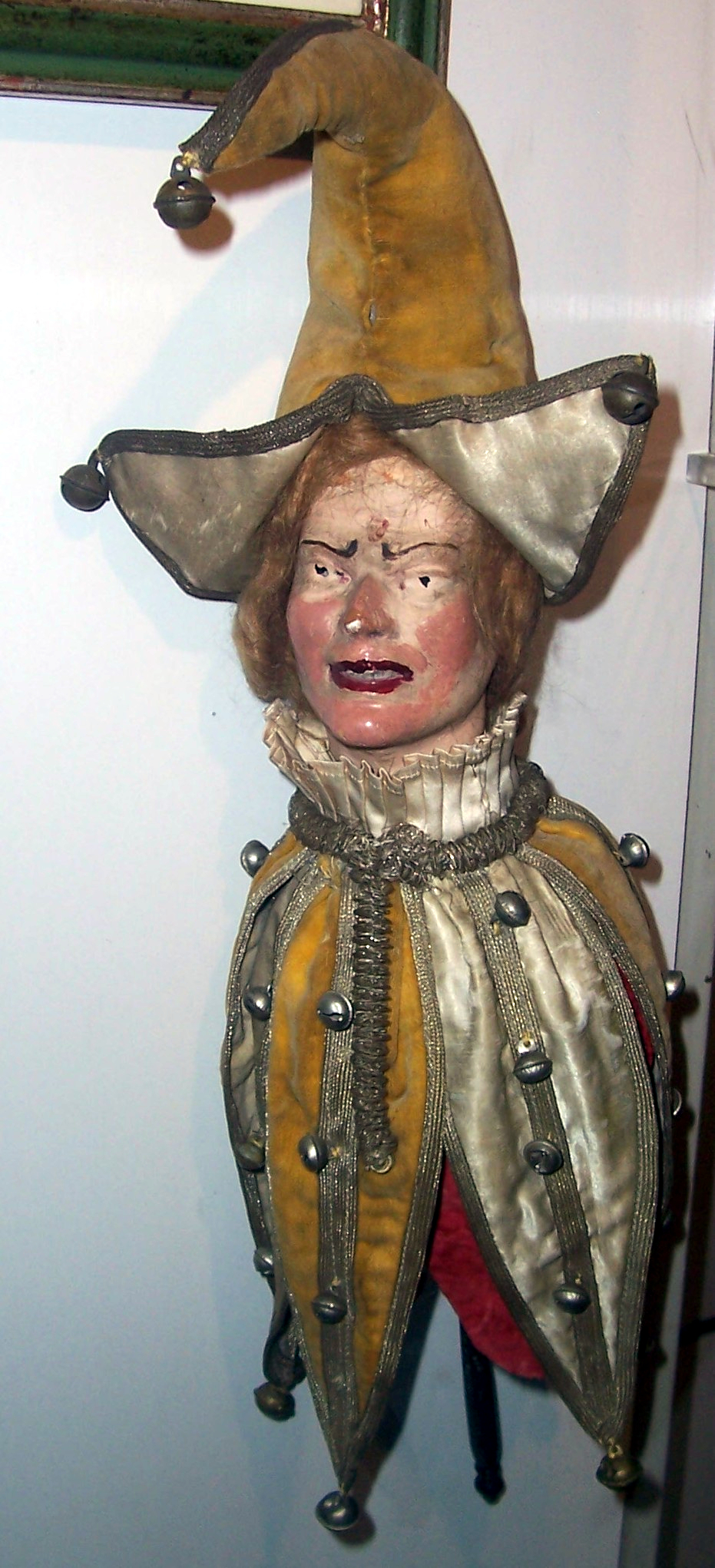
Marotte du XVIIIe siècle[3].
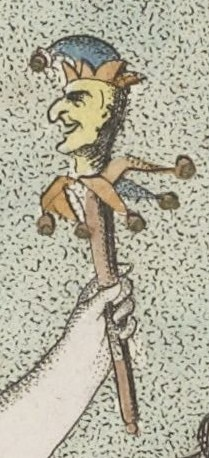
Marotte du XIXe siècle.
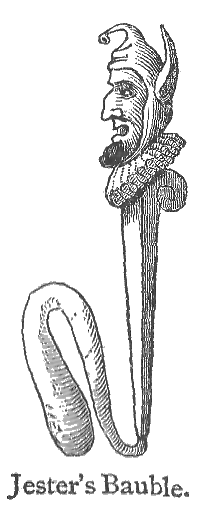
Marotte, 1908.
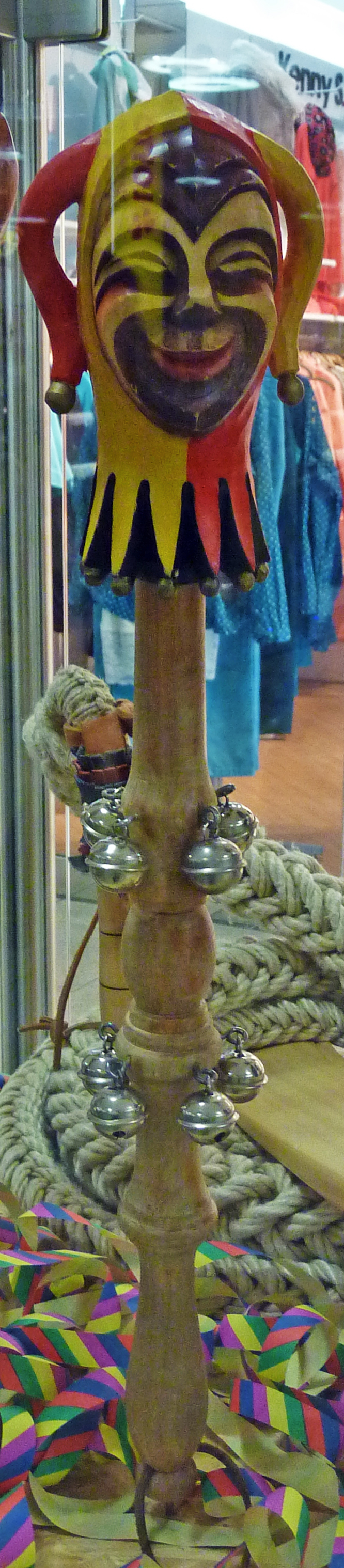
Marotte, 2013.
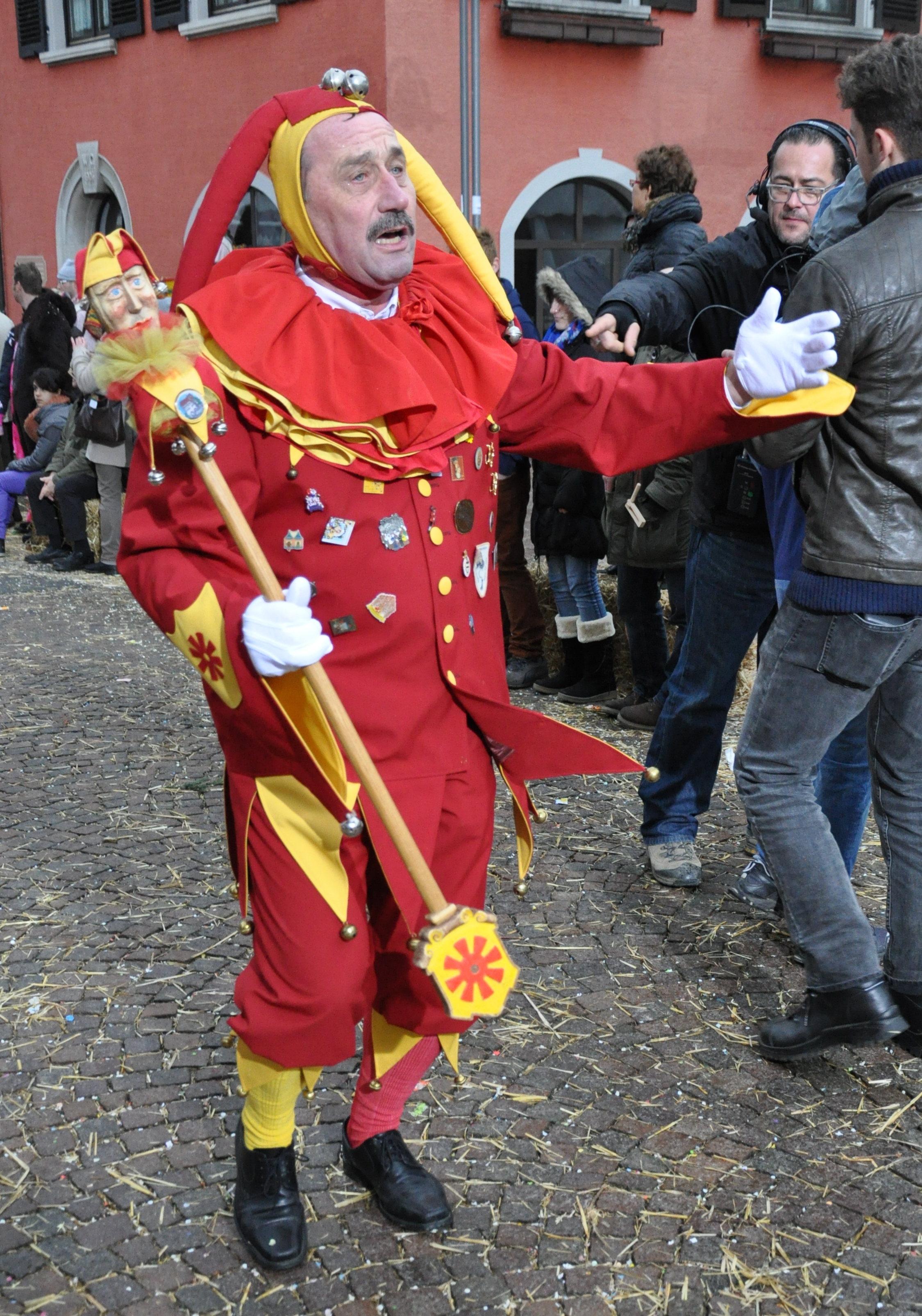
Marotte au Carnaval de Markdorf, 2014.

## Autres sens
- « Marotte » désigne aussi une poupée ou une marionnette montée sur un bâton.
- Au figuré, dire à propos d'un sujet d'intérêt, une activité de quelqu'un « c'est sa marotte », signifie que c'est sa passion personnelle.